# الجزائر نيوز
جريدة الجزائر نيوز  هي صحيفة جزائرية يومية تصدر باللغة العربية يديرها الاعلامي والكاتب الروائي الجزائري احميدة العياشي.
تشكل مشهدا مختلفا في الصحافة الجزائرية باعتبارها يومية اخبارية تخصص مساحات مهمة للتحليل السياسي والفكري والحوارات إضافة إلى ملحقيها الرياضي الاسبوعي والأدبي الفكري "الأثر"، يعمل بالجزائر نيوز مجموعة من الصحفيين الشباب وأسماء مهمة في الساحة الثقافية الجزائرية منهم الاعلامي عبد اللطيف بلقايم والكاتب والشاعر بدر مناني بالإضافة إلى عديد الأسماء التي توقع مساهماتها عبر صفحات الجريدة مثل الدكتور سعيد بوطاجين والشاعر والكاتب محمد الأمين سعيدي.